# Fiodor Wasiljew
Fiodor Romanowicz Wasiljew (ros. Фёдор Романович Васильев, ur. 1904 we wsi Butrowo w guberni smoleńskiej, zm. 1970) – radziecki polityk, I sekretarz Komitetu Obwodowego KPZR w Orle (1954-1955), I sekretarz Amurskiego Komitetu Obwodowego WKP(b) (1948-1952).
1923-1926 uczeń gubernialnej szkoły budownictwa radzieckiego i partyjnego II stopnia w Smoleńsku, od 1924 w RKP(b), od 1926 sekretarz komitetu gminnego i propagandzista powiatowego komitetu WKP(b), później wykładowca fakultetu robotniczego i redaktor gazety partyjnej. 1934-1936 studiował w Smoleńskim Instytucie Marksizmu-Leninizmu, 1936-1937 II sekretarz, a 1937-1938 I sekretarz rejonowego komitetu WKP(b) w Smoleńsku, potem szef Obwodowego Zarządu Gospodarki Rolnej w Smoleńsku, 1941-1945 zastępca przewodniczącego Komitetu Wykonawczego Rady Obwodowej w Smoleńsku, 1942-1943 w organach partyjnych obwodu smoleńskiego. Od 1945 organizator odpowiedzialny KC WKP(b), następnie instruktor KC WKP(b), od 14 sierpnia 1948 do 7 sierpnia 1952 I sekretarz Amurskiego Komitetu Obwodowego WKP(b). Od sierpnia 1952 do marca 1953 słuchacz kursów przy KC WKP(b)/KPZR, od marca 1953 do stycznia 1954 w KC KPZR, od 1 lutego 1954 do września 1955 I sekretarz Komitetu Obwodowego KPZR w Orle. Deputowany do Rady Najwyższej ZSRR 3 kadencji. Odznaczony Orderem Czerwonego Sztandaru.